# 盲山
《盲山》是2007年中国导演李杨的一部电影，同时也是李杨导演继《盲井》之后的第二部电影。盲山電影內容主要涉及中華人民共和國的人口拐卖。

## 情节
盲山描写了20世纪90年代一位叫白雪梅的女大学毕业生，试图找到工作来支付她弟弟的学费。在此过程中，她被人下了迷药，遭遇绑架，以新娘的身份卖给了陕西省秦岭某个小乡村的一个村民，由于该村有着强烈的传统世俗观念，白雪梅发现她的逃离该村的方法都已无济于事，她一方面忍受着她“丈夫”及其父母的毒打和虐待的同时，一方面寻找村中小孩、教师、邮递员等帮助。

## 主演
- 黄璐 飾 白雪梅，大學畢業生
- 杨幼安 飾 黃德貴，購買雪梅的村民
- 张玉玲 飾 丁秀英，黃德貴的母親
- 賀運樂 飾 黃德誠，當地教師，黃德貴的堂弟
- 賈應高 飾 黃昌義，黃德貴的父親
- 張友平 飾 李青山，與雪梅結交的當地男孩
- 朱文光 飾 朱警官

## 制作细节和幕后花絮
电影最初是由海外华人独自投资，电影除了主演黄璐是北京电影学院的毕业生以外都是业余演员。

### 《盲山》始于大案
《盲山》始于1999年广东省法院的一场审判，时任全国人大常委会副委员长彭珮云亲临旁听，这桩案子最终引出了李杨的创作。被告王秀英生于东北农村，1994年被拐卖给广东罗定农村的农民，她不从而被强暴。她找过当地派出所但没有被受理。王秀英随后怀孕生子，也想安稳过日子，又不堪兄嫂时常辱骂。家庭矛盾激化的结果，是王秀英把一杯硫酸泼向兄嫂的两个孩子，并伤及另5名小学生。她因故意伤害罪获刑死缓。

### 导演前期采访被拐卖妇女
为拍《盲山》，电影导演李杨接触了20多个被拐卖妇女。主角為女大学生，被人贩子卖到了山区，被打被强奸还被迫生下了孩子，但她始终没有放弃逃跑。媒体2022年2月13日报导，由于徐州八孩母親事件引起该片讨论的声音太多，李杨索性放开了版权，并表示欢迎大家观看。
李杨在前期采访里发现，被拐卖妇女也不乏大学生及研究生等高學歷女性。李杨说：“甚至有人民大学的一个青年教师、博士，被拐卖到农村六、七年，也生了孩子，后来逃出来，学校里也没给她留职位。”

### 演员郑小兰本人也是被拐卖妇女
该片中演被拐卖妇女郑小兰的演员，真的就是从四川一个县城给骗嫁到那村里。李杨说：“我们是拍摄时候才知道的。... 她天天来剧组，我们后来就让她演戏。她丈夫不愿意，打她，她就威胁：你再打我就跟剧组走！丈夫没敢再打，后来我告诉副导演让这丈夫也来串个角色。反正是农闲，剧组一天管3顿饭，连她抱的孩子也给一份钱。”

### 电影的结局两个不同的版本
在盲山的发行之际，为了使电影能在中国大陆发行和上映并符合广电总局的要求，导演对电影做了很多修改，甚至更改了电影的结局，中国大陆可以发行的电影版本则是以一个乐观的结尾作为结局。
原本结局却是白雪梅因为村民的阻挠，与父亲一同而来的两个警察无法救出白雪梅，最终白雪梅为救父亲，把菜刀砸向自己痛恨已久的丈夫。中國大陆版的结果是白雪梅在警察的帮助下，最终逃出了这个山村，而她的孩子却不得不留在那里。

## 影片目的
李杨谈其拍摄该片的目的：
- “这个电影不是谈买卖的问题，是探讨为什么被卖了以后她逃不出去，那些看客……”李杨说，“我讲了一个故事，把人性中我们习以为常、不觉得是黑暗的一些事情提出来强化，这是我想做的。我就像拿一个手术刀，把它切开了，血淋淋地让你看———这是我们人性中有的东西。”
- “我甚至看到国内一个报道，一个女孩子在汽车上被轮奸了好几次，全车的人都沉默……我们要眼睛干什么？中国的字特别好，‘盲’就是‘亡目’，眼睛死掉了，不是瞎掉，这是两个概念。‘亡目’是眼睛死掉了。”

## 所获荣誉
- 获得2007年布拉提斯拉瓦国际电影大奖。
- 入围第60届戛纳电影节“一种关注”单元。
- 2007年夏威夷电影节参赛片。
- 2007年克罗地亚电影节参赛片。
- 罗马电影节最佳导演奖。[4]